# Бей-беги (баскетбол)
В баскетболе «Ран-н-ган» (или «бери-и-беги», «беги-и-кидай») — быстрый, свободный стиль игры, который включает большое количество попыток броска с игры, что приводит к результативным играм. Нападение обычно основано на быстрых прорывах, при этом меньше внимания уделяется стандартной игре. Команда играющая в стиле «Ран-н-ган» обычно также много пропускает в защите.
В Национальной баскетбольной ассоциации (НБА) пик стиля «Ран-н-ган» пришелся на 1960-е годы, когда команды набирали в среднем 115 очков за игру. Примерно в 2003 году средний показатель упал до 95. «Бостон Селтикс» в 1950-х и 1960-х годах были самой часто применяемой «Ран-н-ган» командой, выиграв 11 чемпионатов НБА, как и пятикратный чемпион «Лос-Анджелес Лейкерс» в эпоху Showtime в 1980-х. Хотя многие считают, что стиль «Ран-н-ган» принижает значение защиты, у «Селтикс» 1960-х среди звёзд-защитников был Билл Рассел, а у «Лейкерс» в 1980-х — Карим Абдул-Джаббар.
Тренер Даг Мо, который придерживался тактики «Ран-н-ган» с «Денвер Наггетс» в 1980-х годах, полагал, что высокие результаты больше свидетельствуют о быстром темпе игры, чем о низком уровне защиты. Тем не менее, иногда казалось, что его команды отказываются от защиты, чтобы набрать в нападении. Хотя его наступательная стратегия привела к высоким очкам, команды Мо в Денвере никогда не умели делать быстрые прорывы.

## Пол Уэстхед
Пол Уэстхед тренировал мужскую команду Лойолы Мэримаунт в конце 1980-х, используя свою версию тактики «Ран-н-ган». В то время как баскетбол в стиле «Ран-н-ган» часто рассматривается как система нападения, система Уэстхеда использует комбинированную философию нападения и защиты. В нападении команда продвигает мяч вперед как можно быстрее и делает первый же доступный бросок, часто трехочковый. Команды Уэстхеда пытаются бросить мяч менее чем за семь секунд. Цель состоит в том, чтобы забросить до того, как защита соперника успеет выстроиться. В обороне команда оказывает постоянное давление на всю площадку. Как правило, команда готова делать ставку на раздачу лёгких мячей ради поддержания высокого темпа.
Университет Лойола Мэримаунт успешно использовал эту систему в 1990 году, когда они вышли в элиту 8 баскетбольного турнира NCAA, попутно обыграв действующего чемпиона штата Мичиган со счетом 149—115. Этот стиль использовался и некоторыми другими командами.
В 1990 году Уэстхед был нанят Денвер Наггетс и попытался интегрировать систему LMU в команду. Однако различия между студенческой игрой и НБА стали очевидны с самого начала. В то время как система LMU работала с 40-минутной игрой в течение сезона NCAA из 30-40 игр, она не подходила к 48-минутной игре в течение сезона НБА из 82 игр.
В сезоне 1990/91 «Наггетс» набирали в среднем 119,9 очка за игру, но также уступили рекорд НБА — 130,8 очка за игру. Они также позволили «Финикс Санз» набрать 107 очков за один тайм, что также остается рекордом НБА. При Уэстхеде «Дэнвер Наггетс» иногда называли «Энвер Наггетс» (без «D», от слова «Defence», что значит «без защиты»). После одного сезона Уэстхед стал отказываться от своей системы LMU и играть в более медленном темпе, надеясь сохранить энергию своих игроков в течение долгого сезона. Однако в 1991-92 годах «Наггетс» одержали только 24 победы, в основном потому, что продолжали терять очки так быстро, что даже их результативное нападение не могло их компенсировать. Уэстхед был уволен после того, как показал результат 44-120 за два сезона.
Системе Уэстхеда подражали другие команды колледжей, в том числе Гриннелл-Колледж . Дэвид Арсено, создатель системы Гриннелла, дополнил систему Уэстхеда, поставив игроков в три линии по пять игроков, как в хоккейной системе. Самая результативная игра в истории NCAA была сыграна двумя командами (Troy и DeVry-Atlanta), которые использовали систему Уэстхеда на протяжении всей игры, в результате чего в 1992 году было набрано 399 очков.